# 都丸ちよ
都丸 ちよ（とまる ちよ、1991年9月28日 - ）は、日本の女性声優。埼玉県出身。フリーランス。

## 経歴
芝居がしたくて当初は女優に憧れていたが、恥ずかしがり屋だったので表に出ない声優になろうと思い専門学校に入った。
東京アニメーター学院卒業。かつてはスチール・ウッド・ガーデンに所属していた。その後はEARLY WINGに所属していたが、2025年4月1日よりフリーランスとなった。

## 人物
- 趣味は旅行[2]、ご当地カルピス収集[2]、 キャンプ、麻雀[3][5]、競馬[6]。好きな競走馬はウオッカ[9]、アーモンドアイ。
- 特技・資格は書元会毛筆（特待位）[2]。
- 4匹の猫を飼っている[5][10]。
- 好きな食べ物はジャンクフード、乳製品、ブロッコリー[11]。ジャンクフード店はマクドナルドを愛好しており、また、シェイクシャックも絶賛していた[12]。好きなドーナツはフレンチクルーラーだが[13]、2個以上食べると胸やけを起こしてしまう[14]。一方で、嫌いな食べ物はニンジンやピーマンで[11]、また、酒類はほとんど飲めない[15]。
- 2021年6月25日に個人YouTubeチャンネルを開設。「泊まる」をテーマにキャンプで旅するアウトドアチャンネルで、都丸自身が撮影や編集を手掛ける[16]。

## 出演
太字はメインキャラクター。

### テレビアニメ
2010年
- オオカミさんと七人の仲間たち - ノンクレジット

2011年
- アニたま 月間ショート劇場「アンニュイ」（猫テレビ、ものりす）　

2013年
- 八犬伝―東方八犬異聞― - ノンクレジット
- GJ部 - ノンクレジット
- うたの☆プリンスさまっ♪ マジLOVE2000% - ノンクレジット

2014年
- お姉ちゃんが来た（詩子、園児B）
- 桜Trick（コンビニ店員）
- 一週間フレンズ。（クラスメイト）
- まじもじるるも（女子生徒、魔女）
- 普通の女子校生が【ろこどる】やってみた。

2015年
- アイドルマスター シンデレラガールズ（椎名法子）
- GON（サッチー）

2016年
- ばくおん!!（生徒C）

2017年
- アイドルマスター シンデレラガールズ劇場（2017年 - 2019年、椎名法子） - 4シリーズ

2020年
- 本好きの下剋上 司書になるためには手段を選んでいられません（2020年 - 2022年、デリア） - 2シリーズ

2024年
- 即死チートが最強すぎて、異世界のやつらがまるで相手にならないんですが。（郡山アスハ、職員A）

### OVA
- 普通の女子校生が【ろこどる】やってみた。 クリスマススペシャル（2015年、三ヶ月明）

### Webアニメ
- アイドルマスター シンデレラガールズ劇場 火曜シンデレラシアター / Extra Stage（2019年 - 2020年、椎名法子[19]） - 2シリーズ
- 学生探偵ふーかちゃん! / 異能のアイシス（2020年 - 2021年、和泉ちよ[22]） - 2シリーズ
- CINDERELLA GIRLS 10th Anniversary Celebration Animation ETERNITY MEMORIES（2022年、椎名法子）

### ゲーム
2014年
- アイコレ〜with you〜（長瀬絵梨香）

2015年
- アイドルマスター シンデレラガールズ（2015年 - 2023年、椎名法子） - 2作品
- ウチの姫さまがいちばんカワイイ（青葉まひる）
- 輝星のリベリオン（オルトリンデ、エリザヴェータ、卑弥呼）
- レーシング娘。（横浜日和）

2018年
- 乙女戦姫（趙雲 他）
- 帝国戦記（ティータ）
- 三國志曹操伝 ONLINE（芽潾）
- リネージュII（ルピシア、オカイティ）
- 神装の戦乙女（クレーディア）

2019年
- メガミラクルフォース（セリカ・クレイトン）

2020年
- アズールレーン（グロズヌイ）
- Death end re;Quest2（セリカ・クレイトン）
- 夜、灯す（舞原累）

2022年
- アイドルマスター ポップリンクス（椎名法子）

2024年
- Death end re;Quest Code Z（クロエ・アーロン / セリカ・クレイトン、クロエ・ファレーナ / グリッジ・セリカ）

### ムービーコミック
- モトカレ←リトライ（2022年、山下仁菜）

### 吹き替え
- 母の日のおくりもの（ナレーション）

### テレビ番組
※はインターネット配信。
- ゲーム★マニアックス（2014年 - 2015年、アニマックス） - マックス★ガールズ
- 都丸ちよ・柳原利香のアレコレ!（2018年 - 、YouTube Live※）[34]
- 都丸ちよと春瀬なつみのぱかぱか競馬塾（2018年 - 、ニコニコ生放送※）[35]
- 競馬実況やってみた!（2019年 - 2020年、netkeibaTV※）[36]
- 全力！脱力タイムズ(ボイスオーバー)

### ラジオ
※はインターネット配信。
- 都丸ちよの夢競馬2018（2018年 - 、ニコニコ生放送※・YouTube Live※・Periscope※）[37]

### 朗読劇
- 昭和の恋人たち（2018年1月26日・28日、渋谷Gaba-Sugoka）[38][39]
- バスに揺られて（2018年7月27日・28日、遊空間がざびぃ） - 詩乃 役（Aキャスト）[40]

### その他コンテンツ
- 藤田観光株式会社 秋葉原ワシントンホテル「モーニングコール」音声担当
- GREE 15th Anniversary 記念動画『海賊王国コロンブス』（2019年、メアリー）
- 声優がねってみた&たべてみた。（2019年）[41]

## ディスコグラフィ

### キャラクターソング
| 発売日         | 商品名                                                                                       | 歌 | 楽曲                                                         | 備考                                                                               |
| 2010年代       | 2010年代                                                                                     | 2010年代 | 2010年代                                                     | 2010年代                                                                           |
| -------------- | -------------------------------------------------------------------------------------------- | --- | ------------------------------------------------------------ | ---------------------------------------------------------------------------------- |
| 2017年9月13日  | THE IDOLM@STER CINDERELLA GIRLS STARLIGHT MASTER 13 Sweet Witches' Night 〜6人目はだぁれ〜   | 三村かな子（大坪由佳）、十時愛梨（原田ひとみ）、森久保乃々（高橋花林）、椎名法子（都丸ちよ）、及川雫（のぐちゆり）     | 「Sweet Witches' Night 〜6人目はだぁれ〜（M@STER VERSION）」 | ゲーム『アイドルマスター シンデレラガールズ スターライトステージ』関連曲           |
| 2018年9月8日   | THE IDOLM@STER CINDERELLA GIRLS SS3A Live Sound Booth♪ 会場オリジナルCD                      | 椎名法子（都丸ちよ）                                                                                                   | 「Sweet Witches' Night 〜6人目はだぁれ〜（M@STER VERSION）」 | ゲーム『アイドルマスター シンデレラガールズ スターライトステージ』関連曲           |
| 2018年9月19日  | THE IDOLM@STER CINDERELLA GIRLS STARLIGHT MASTER 21 Kawaii make MY day!                      | 中野有香（下地紫野）、水本ゆかり（藤田茜）、椎名法子（都丸ちよ）                                                       | 「Kawaii make MY day!（M@STER VERSION）」                    | ゲーム『アイドルマスター シンデレラガールズ スターライトステージ』関連曲           |
| 2019年4月17日  | THE IDOLM@STER CINDERELLA GIRLS LITTLE STARS! きゅん・きゅん・まっくす                       | 一ノ瀬志希（藍原ことみ）、乙倉悠貴（中島由貴）、椎名法子（都丸ちよ）、前川みく（高森奈津美）、棟方愛海（藤本彩花）     | 「きゅん・きゅん・まっくす」                                 | テレビアニメ『アイドルマスター シンデレラガールズ劇場』エンディングテーマ          |
| 2019年4月17日  | THE IDOLM@STER CINDERELLA GIRLS LITTLE STARS! きゅん・きゅん・まっくす                       | 椎名法子（都丸ちよ）                                                                                                   | 「きゅん・きゅん・まっくす」                                 | テレビアニメ『アイドルマスター シンデレラガールズ劇場』関連曲                      |
| 2019年11月8日  | THE IDOLM@STER CINDERELLA GIRLS 7thLIVE TOUR Special 3chord♪ Funky Dancing! 会場オリジナルCD | 椎名法子（都丸ちよ）                                                                                                   | 「Kawaii make MY day!（M@STER VERSION）」                    | ゲーム『アイドルマスター シンデレラガールズ スターライトステージ』関連曲           |
| 2020年代       |                                                                                              | |                                                              |                                                                                    |
| 2020年4月15日  | THE IDOLM@STER CINDERELLA GIRLS STARLIGHT MASTER 38 Fascinate                                | 水本ゆかり（藤田茜）、中野有香（下地紫野）、椎名法子（都丸ちよ）                                                       | 「YELLOW YELLOW HAPPY」                                      | ゲーム『アイドルマスター シンデレラガールズ スターライトステージ』関連曲           |
| 2020年11月11日 | THE IDOLM@STER CINDERELLA GIRLS LITTLE STARS EXTRA! ダイアモンド・アテンション               | 喜多見柚（武田羅梨沙多胡）、難波笑美（伊達朱里紗）、椎名法子（都丸ちよ）、ナターリア（生田輝）、脇山珠美（嘉山未紗）   | 「ダイアモンド・アテンション」                               | Webアニメ『アイドルマスター シンデレラガールズ劇場 Extra Stage』エンディングテーマ |
| 2021年2月3日   | THE IDOLM@STER CINDERELLA GIRLS LITTLE STARS EXTRA! 君のステージ衣装、本当は…                | 椎名法子（都丸ちよ）                                                                                                   | 「プライスレス ドーナッCyu♡」                                | Webアニメ『アイドルマスター シンデレラガールズ劇場 Extra Stage』エンディングテーマ |
| 2022年3月16日  | THE IDOLM@STER CINDERELLA GIRLS STARLIGHT MASTER R/LOCK ON! 03 かぼちゃ姫                    | 白坂小梅（桜咲千依）、久川凪（立花日菜）、関裕美（会沢紗弥）、森久保乃々（高橋花林）、椎名法子（都丸ちよ）             | 「かぼちゃ姫（M@STER VERSION）」                             | ゲーム『アイドルマスター シンデレラガールズ スターライトステージ』関連曲           |
| 2022年3月16日  | THE IDOLM@STER CINDERELLA GIRLS STARLIGHT MASTER R/LOCK ON! 03 かぼちゃ姫                    | 椎名法子（都丸ちよ）                                                                                                   | 「かぼちゃ姫（M@STER VERSION）」                             | ゲーム『アイドルマスター シンデレラガールズ スターライトステージ』関連曲           |
| 2023年6月10日  | THE IDOLM@STER CINDERELLA GIRLS 燿城夜祭 -かがやきよまつり- 会場オリジナルCD                 | 椎名法子（都丸ちよ）                                                                                                   | 「ダイアモンド・アテンション」                               | Webアニメ『アイドルマスター シンデレラガールズ劇場 Extra Stage』関連曲             |
| 2023年11月1日  | THE IDOLM@STER CINDERELLA GIRLS STARLIGHT MASTER PLATINUM NUMBER 11 悠久星涼                 | 椎名法子（都丸ちよ）、難波笑美（伊達朱里紗）、浜口あやめ（田澤茉純）、塩見周子（ルゥティン）、道明寺歌鈴（新田ひより） | 「悠久星涼（M@STER VERSION）」                               | ゲーム『アイドルマスター シンデレラガールズ スターライトステージ』関連曲           |
| 2023年11月1日  | THE IDOLM@STER CINDERELLA GIRLS STARLIGHT MASTER PLATINUM NUMBER 11 悠久星涼                 | 椎名法子（都丸ちよ）                                                                                                   | 「悠久星涼（M@STER VERSION）」                               | ゲーム『アイドルマスター シンデレラガールズ スターライトステージ』関連曲           |
| 2024年4月10日  | THE IDOLM@STER CINDERELLA GIRLS STARLIGHT MASTER HEART TICKER! 05 Teeenage☆Groovin'          | 喜多見柚（武田羅梨沙多胡）、椎名法子（都丸ちよ）、棟方愛海（藤本彩花）                                                 | 「Teeenage☆Groovin'（M@STER VERSION）」                      | ゲーム『アイドルマスター シンデレラガールズ スターライトステージ』関連曲           |
| 2024年4月10日  | THE IDOLM@STER CINDERELLA GIRLS STARLIGHT MASTER HEART TICKER! 05 Teeenage☆Groovin'          | 椎名法子（都丸ちよ）                                                                                                   | 「Teeenage☆Groovin'（M@STER VERSION）」                      | ゲーム『アイドルマスター シンデレラガールズ スターライトステージ』関連曲           |

### その他参加作品
| 発売日        | 商品名      | 歌                 | 楽曲            | 備考                                                 |
| ------------- | ----------- | ------------------ | --------------- | ---------------------------------------------------- |
| 2019年4月13日 | Pic Shooter | 都丸ちよ、柳原利香 | 「Pic Shooter」 | Web番組『都丸ちよ・柳原利香のアレコレ!』テーマソング |

## ライブ・イベント

### 合同ライブ
| 出演日              | タイトル                                                                                        | 会場                                      |
| ------------------- | ----------------------------------------------------------------------------------------------- | ----------------------------------------- |
| 2017年6月9日・10日  | THE IDOLM@STER CINDERELLA GIRLS 5thLIVE TOUR Serendipity Parade!!! 大阪公演                     | 大阪城ホール（大阪府）                    |
| 2017年8月12日       | THE IDOLM@STER CINDERELLA GIRLS 5thLIVE TOUR Serendipity Parade!!! さいたまスーパーアリーナ公演 | さいたまスーパーアリーナ（埼玉県）        |
| 2018年12月1日       | THE IDOLM@STER CINDERELLA GIRLS 6thLIVE MERRY-GO-ROUNDOME!!! ナゴヤドーム公演                   | ナゴヤドーム（愛知県）                    |
| 2019年9月3日・4日   | THE IDOLM@STER CINDERELLA GIRLS 7thLIVE TOUR Special 3chord♪ Comical Pops!                      | 幕張メッセ国際展示場 9-11ホール（千葉県） |
| 2021年1月9日        | THE IDOLM@STER CINDERELLA GIRLS Broadcast & LIVE Happy New Yell!!!                              | 幕張メッセ国際展示場 1-3ホール（千葉県）  |
| 2021年10月2日・3日  | THE IDOLM@STER CINDERELLA GIRLS 10th ANNIVERSARY M@GICAL WONDERLAND TOUR!!! MerryMaerchen Land  | 西日本総合展示場 新館（福岡県）           |
| 2022年4月2日        | THE IDOLM@STER CINDERELLA GIRLS 10th ANNIVERSARY M@GICAL WONDERLAND!!!                          | ベルーナドーム（埼玉県）                  |
| 2023年6月10日・11日 | THE IDOLM@STER CINDERELLA GIRLS 燿城夜祭 -かがやきよまつり-                                     | 大阪城ホール（大阪府）                    |

### シリーズ一覧
1. ↑  第1期（2017年）、第2期（2017年）、第3期（2018年）、第4期『CLIMAX SEASON』（2019年）
2. ↑  第2期（2020年）、第3期（2022年）
3. ↑  『シンデレラガールズ』（2015年 - 2022年）、『スターライトステージ』（2015年 - 2023年）